# Аб-е Гярм (Мазендеран)
Аб-е Гярм (перс. اب گرم) — село в Ірані, у дегестані Бала-Ларіджан, у бахші Ларіджан, шагрестані Амоль остану Мазендеран. За даними перепису 2006 року, його населення становило 306 осіб, що проживали у складі 91 сім'ї.

## Клімат
Середня річна температура становить 8,97 °C, середня максимальна – 24,98 °C, а середня мінімальна – -7,84 °C. Середня річна кількість опадів – 220 мм.
| Клімат поселення                              | Клімат поселення | Клімат поселення | Клімат поселення | Клімат поселення | Клімат поселення | Клімат поселення | Клімат поселення | Клімат поселення | Клімат поселення | Клімат поселення | Клімат поселення | Клімат поселення | Клімат поселення |
| Показник                                      | Січ.             | Лют.             | Бер.             | Квіт.            | Трав.            | Черв.            | Лип.             | Серп.            | Вер.             | Жовт.            | Лист.            | Груд.            |                  |
| Середній максимум, °C                         | 1,93             | 2,96             | 5,98             | 12,67            | 17,92            | 22,27            | 24,98            | 24,75            | 21,34            | 15,94            | 10,04            | 4,84             |                  |
| Середня температура, °C                       | −2,96            | −1,92            | 1,11             | 7,78             | 13,04            | 17,40            | 20,21            | 19,96            | 16,57            | 11,15            | 5,25             | 0,06             |                  |
| Середній мінімум, °C                          | −7,84            | −6,8             | −3,77            | 2,91             | 8,17             | 12,50            | 15,43            | 15,18            | 11,80            | 6,36             | 0,47             | −4,72            |                  |
| Норма опадів, мм                              | 27               | 28               | 40               | 29               | 25               | 7                | 5                | 3                | 3                | 15               | 17               | 21               |                  |
| Середньомісячна швидкість вітру, м/с          | 1.68             | 2.29             | 2.71             | 2.95             | 2.52             | 2.19             | 1.98             | 1.98             | 2.06             | 2.12             | 1.84             | 1.66             |                  |
| Середньомісячна сонячна радіація, кДж/м²·день | 8974             | 11611            | 14360            | 17780            | 21442            | 25176            | 24670            | 22837            | 19698            | 14540            | 10819            | 8667             |                  |
| --------------------------------------------- | ---------------- | ---------------- | ---------------- | ---------------- | ---------------- | ---------------- | ---------------- | ---------------- | ---------------- | ---------------- | ---------------- | ---------------- | ---------------- |
| Джерело:                                      |                  |                  |                  |                  |                  |                  |                  |                  |                  |                  |                  |                  |                  |